# Eric Dutton
Eric Ogden Dutton (ur. 26 lipca 1883 w Chorlton-cum-Hardy, zm. 29 marca 1968 w Cheshire) – brytyjski zawodnik lacrosse.
Na igrzyskach olimpijskich w 1908 w Londynie wraz z kolegami zdobył srebrny medal. Był reprezentantem Lancashire w lacrosse i działaczem sportowym tej dyscypliny sportu.